# Championnat du Maroc de football 1948-1949
Navigation
Édition précédente Édition suivante
La Ligue du Maroc de football 1948-1949 représente la saison 1948-1949 de la LMFA, il s'agit du 34e édition des championnats du Maroc de football.
Le Wydad AC remporte son 2e sacre d'affilée de champion du Maroc (Division Honneur) avec un total de 61 points, et se qualifie pour la 2e fois de son histoire en ligue des champions de l'ULNA.
L'Olympique Marocain remporte le championnat du Maroc (Division Pré-honneur), et accède en division d'élite avec son dauphin l'US Safi qui défait en barrage l'ASF Tanger.

## Calendriers de la saison en Ligue du Maroc

### Calendrier de la Division Honneur
- Clubs de la Division Honneur :

La Division Honneur représente le plus haut niveau de la Ligue du Maroc de Football Association, l'équivalent de l'élite pour cette ligue. Elle est constituée de douze clubs qui s'affrontent à la fois pour le titre de "Champion de la Division Honneur" et celui de "Champion du Maroc", puisqu'il s'agit du plus haut degré.
Les clubs qui la constituent sont :
- Calendrier de la Ligue du Maroc pour la Division Honneur :

### Calendrier de la Pré-Honneur
- Clubs de la Pré-Honneur :

La Division Honneur représente le 2e niveau de la Ligue du Maroc de Football Association. Elle est constituée de dix clubs.
Les clubs qui la constituent sont :
- Calendrier de la Ligue du Maroc pour la Pré-Honneur :

## Résultats des championnats

### Division d'Honneur

#### Classement
Le Wydad AC remporte son deuxième titre de champion du Maroc. L'AS Marrakech descend en Pré-Honneur tandis que l'ASF Tanger disputera les barrages.
Driss Joumad est le buteur de la saison.

Le barème de points servant à établir le classement se décompose ainsi :
- Victoire : trois points ;
- Match nul : deux points ;
- Défaite : un point.

| Rang | Équipe           | Pts | J  | G  | N | P | Bp | Bc | Diff |
| ---- | ---------------- | --- | -- | -- | - | - | -- | -- | ---- |
| 1    | Wydad AC T       | 61  | 22 | 18 | 3 | 1 | 61 | 13 | +48  |
| 2    | USD Meknès P     | 53  | 22 |    |   |   |    |    |      |
| 3    | US Athlétique V  | 48  | 22 |    |   |   |    |    |      |
| 4    | US Marocaine     | 44  | 22 |    |   |   |    |    |      |
| 5    | Racing AC        | 43  | 22 |    |   |   |    |    |      |
| 6    | ASPTT Casablanca | 43  | 22 |    |   |   |    |    |      |
| 7    | IC Marocain      | 42  | 22 |    |   |   |    |    |      |
| 8    | SA Marrakech     | 40  | 22 |    |   |   |    |    |      |
| 9    | CS Marocain      | 39  | 22 |    |   |   |    |    |      |
| 10   | SC Mazagan P     | 38  | 22 |    |   |   |    |    |      |
| 11   | ASF Tanger       | 36  | 22 |    |   |   |    |    |      |
| 12   | AS Marrakech     | 35  | 22 |    |   |   |    |    |      |

|  | Champion du Maroc et de la Division d'Honneur 1948-1949 Qualification au Ligue des champions de l'ULNAF 1949 |
|  | Vice-champion du Maroc et de la Division d'Honneur 1948-1949                                                 |
|  | Participation au barrage de promotion-relégation                                                             |
|  | Relégation directe en Pré-Honneur                                                                            |
|  | (T) Tenant du titre (P) Club promu de Pré-Honneur                                                            |

### Pré-Honneur

#### Classement
L'OM R'bati remporte le championnat de Pré-Honneur, et accède en Division d'Honneur, à la place de l'AS Marrakech. L'US Safi en tant que second affrontera l'AS Tanger-Fès en barrage.
| Rang | Équipe            | Pts | J  | G | N | P | Bp | Bc | Diff |
| ---- | ----------------- | --- | -- | - | - | - | -- | -- | ---- |
| 1    | OM R'bati         | 51  | 18 |   |   |   |    |    |      |
| 2    | US Safi           | 44  | 18 |   |   |   |    |    |      |
| 3    | US Fès            | 44  | 18 |   |   |   |    |    |      |
| 4    | MC Oujda          | 39  | 18 |   |   |   |    |    |      |
| 5    | Fédala SC         | 34  | 18 |   |   |   |    |    |      |
| 6    | MS Rabat          | 32  | 18 |   |   |   |    |    |      |
| 7    | Fath US           | 32  | 18 |   |   |   |    |    |      |
| 8    | SCC Roches Noires | 32  | 18 |   |   |   |    |    |      |
| 9    | AS Rabat          | 27  | 18 |   |   |   |    |    |      |
| 10   | SC Taza           | 24  | 18 |   |   |   |    |    |      |

|  | Promu en Division d'Honneur                             |
|  | Participation au barrage de promotion-relégation        |
|  | Participation au barrage de promotion-relégation        |
|  | Relégation direct en Promotion                          |
|  | (T) Tenant du titre (P) Club promu de Première Division |

### Promotion

#### Phase finale

##### Demi-finales
- Résultats des demi-finales de l'épreuve[3],[4]:

| Équipe 1     | Résultat | Équipe 2      | Aller | Retour |
| ------------ | -------- | ------------- | ----- | ------ |
| US Petitjean | 6 - 3    | AS Berkane    | 5 - 0 | 1 - 3  |
| CA Berrechid | 1 - 1    | KAC Marrakech | 0 - 0 | 1 - 1  |

## Barrages

### Accession en Division d'Honneur
| Équipe 1 | Résultat | Équipe 2   | Aller | Retour |
| -------- | -------- | ---------- | ----- | ------ |
| US Safi  | 4 - 2    | ASF Tanger | 2 - 1 | 2 - 1  |

Les barrages pour l'accession en Division d'Honneur opposent le second du championnat de Pré-Honneur, l'US Safi, à l'avant-dernier et 9e, après avoir batti l'ASF Tanger a décroché sa place dans l'élite du Maroc la saison prochaine tandis que le perdant évoluera en Pré-Honneur.
Le match aller a lieu à Safi. Les Safiots assurent la victoire face aux Meknasis (2-1). Au retour à Meknès, le 5 juin 1949, l'US Safi bat à nouveau l'ASF Tanger par 2 buts à 1, et évoluera en Division Honneur la saison prochaine, tandis que l'ASF Tanger évoluera en Pré-Honneur.

## Palmarès
Championnats
- Division Honneur :
  - Équipe première : Wydad AC
  - Équipe réserve : Wydad AC
  - Équipe junior : Wydad AC
  - Équipe cadet : US Athlétique
  - Équipe minime : AS Marrakech

Corporatif
- Équipe première : Fath de Casablanca
- Équipe réserve : Étoile JMC

Coupe d'Ouverture
- Finale : Wydad AC 2-0 US Marocaine

Coupe d'Élite
- Champion : Racing AC (minimes)

Coupe de la Ligue du Chaouïa
- Finale : Wydad AC 2-1 Racing AC

Coupe du Maroc
- Finale : Maghreb SR 1-0 SCC Mohammédia

Supercoupe du Maroc
- Finale : Wydad AC 1-1 USD Meknès